# Шимихюрский сельсовет
Шимихюрский сельсовет  — административно-территориальная единица и муниципальное образование со статусом сельского поселения в Курахском районе Дагестана Российской Федерации.
Административный центр — село Шимихюр.

## Население
| 2002 | 2010 | 2012 | 2013 | 2014 | 2015 | 2016 |
| ---- | ---- | ---- | ---- | ---- | ---- | ---- |
| 770  | ↘755 | ↘754 | ↘736 | ↘729 | ↘722 | ↘710 |
| 2017 | 2018 | 2019 | 2020 | 2021 | 2023 | 2024 |
| ↘687 | ↘686 | ↘675 | ↗676 | ↗700 | ↘696 | ↗701 |

## Состав
| № | Населённый пункт | Тип населённого пункта       | Население |
| - | ---------------- | ---------------------------- | --------- |
| 1 | Урсун            | село                         | ↗89       |
| 2 | Хпедж            | село                         | ↘238      |
| 3 | Шимихюр          | село, административный центр | ↘373      |